# Enniaunus
Enniaunus was volgens de legende, zoals beschreven door Geoffrey van Monmouth, koning van Brittannië van 284 v.Chr. - 278 v.Chr. Hij was de zoon van koning Archgallo, en de broer van Marganus II. Hij was een slecht heerser, en werd afgezet wegens tirannie. Hij werd opgevolgd door zijn neef Idvallo.